# Elodea
Elodea Michx., 1803 è un genere di piante acquatiche della famiglia Hydrocharitaceae native del continente americano.

## Distribuzione e habitat

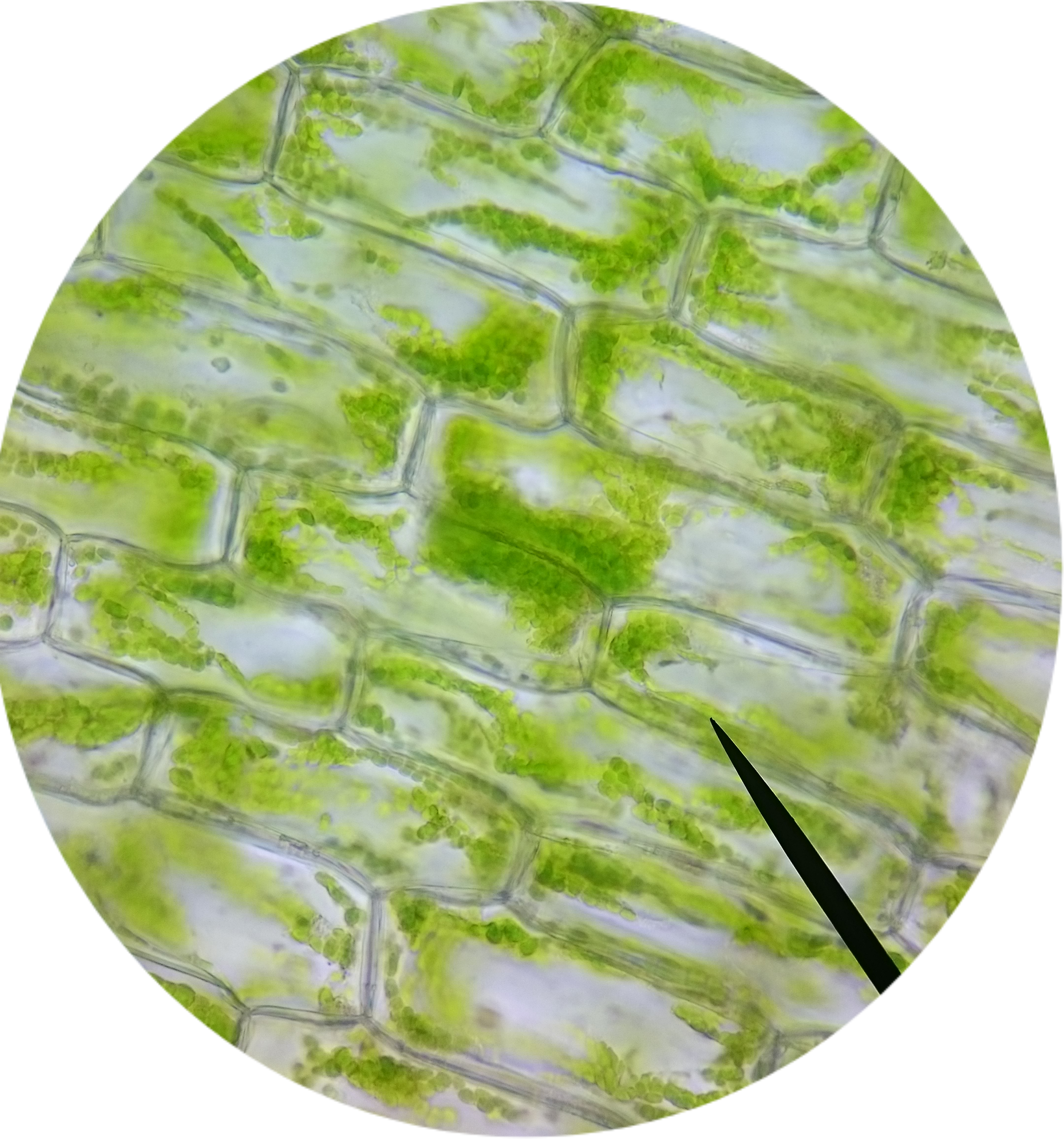
Cellule fogliari di Elodea osservate con un microscopio ottico, una lente dell'obiettivo 40x e una lente dell'oculare 16x. Ingrandimento totale: 640.

Il genere è originario del Nord America e del Sud America.
Sono una componente importante degli ecosistemi lacustri del Nord America, poiché forniscono l'habitat a molti invertebrati acquatici, giovani pesci e altri anfibi. Sono appetiti dalla fauna acquatica, in particolare dalle anatre, ma anche da castori e topi muschiati.
Il nome generico deriva dal greco 'helos' (palude).
Sono piante ampiamente commercializzate come ornamento per gli acquari.
L'introduzione di alcune specie di Elodea nei corsi d'acqua di Europa, Australia, Africa, Asia e Nuova Zelanda ha creato un significativo problema ambientale ed ora è considerata una specie invasiva in queste aree.
In Italia sono segnalate Elodea canadensis ed Elodea nuttallii.

## Descrizione
Sono piante acquatiche galleggianti completamente sommerse, fatta eccezione per i piccoli fiori bianchi che si schiudono sulla superficie dell'acqua, collegati alla pianta da un sottile peduncolo. I fusti sottili, lunghi diversi metri, sono dotati di foglie avvolte a tre a tre. Sono piante dioiche. quindi a sessi separati. In Europa esistono solo le specie femminili e si riproducono solo per via vegetativa. Producono germogli terminali che svernano sul fondo dell'acqua, ma possono sopportare anche la brutta stagione e comportarsi come piante perenni nei climi più miti. In autunno frammenti di fusti si staccano dalle piante madri e, trasportati dalla corrente, attecchiranno ulteriormente e daranno origine a nuove piante. 

## Tassonomia
Il genere comprende le seguenti specie:
- Elodea bifoliata H.St.John
- Elodea callitrichoides (Rich.) Casp.
- Elodea canadensis Michx.
- Elodea densa (Planch.) Casp.
- Elodea granatensis Humb. & Bonpl.
- Elodea heterostemon (S.Koehler & C.P.Bove) Byng & Christenh.
- Elodea najas (Planch.) Casp.
- Elodea nuttallii (Planch.) H.St.John
- Elodea potamogeton (Bertero) Espinosa